# Арум, Боб
Роберт «Боб» Арум (англ. Robert «Bob» Arum; 8 декабря 1931, Нью-Йорк, США) — американский юрист, боксёрский промоутер и бизнесмен. Основатель промоутерской компании Top Rank Promotions. Член Международного зала боксёрской славы и Всемирного зала боксёрской славы.

## Биография
Родился 8 декабря 1931 года в Бруклине (Нью-Йорк) в еврейской семье. Учился в школе Эразма, Нью-Йоркском университете и Гарвардской школе права. Работал в офисе окружного прокурора в Нью-Йорке, в Министерстве юстиции.
Впервые принял участие в проведении боксёрского поединка в 1962 году (Флойд Паттерсон — Сонни Листон I).
В 1973 году основал промоутерскую компанию Top Rank Promotions, занимающуюся организацией боксёрских поединков.
За свою карьеру Арум организовал более 400 боёв за титул чемпиона мира. Он работал с такими известными боксёрами как: Мохаммед Али, Джо Фрейзер, Джордж Форман, Марвин Хаглер, Роберто Дюран, Алексис Аргуэльо, Карлос Монсон, Томас Хирнс, Хулио Сесар Чавес, Шугар Рэй Леонард, Оскар Де Ла Хойя, Эрик Моралес, Мигель Котто, Флойд Мейвезер-младший, Мэнни Пакьяо и многими другими.

## Семья
У Арума есть трое детей от первого брака: сыновья Джон Арум и Ричард Арум и дочь Элизабет Арум. Джон умер в 2010 году, в возрасте 49 лет. Он погиб во время горного восхождения на вершину Шторм Кинг, возле Сиэтла. В 1991 году Боб женился на Лови Дюбёф, у которой был сын Тодд и дочь Дена от другого брака.

## Признание
- Включён во Всемирный зал боксёрской славы.
- В 1999 году включён в Международный зал боксёрской славы[4].